# حاجی‌رستم‌اوبه
حاجی‌رستم‌اوبه (به ترکی آذربایجانی: Gadzhyrustamoba) یک منطقهٔ مسکونی در جمهوری آذربایجان است که در شهرستان خاچماز واقع شده‌است.